# Feldspat
Feldspat er navnet på en vigtig gruppe af bjergartsdannende mineraler, som udgør så meget som 60% af jordskorpen. Feldspat findes i magmatiske bjergarter (basalt, granit...), i metamorfe bjergarter (gnejs) – og i sedimentære bjergarter (arkose).
Feldspat er et tecto-silikat og dets kemiske formel er (Na,K,Ca,Ba)(Al,Si)4O8, hvor grundstofferne i parenteserne er mulige atomer.
Rent KAlSi3O8 kaldes kalifeldspat eller orthoklas.
Plagioklas er en blanding af anorthit (CaAl2Si2O8) og albit (NaAlSi3O8). Eksempelvis kaldes An10-30 (10 til 30 % anorthit) for oligoklas, An30-50 for andesin, An50-70 for labradorit og An70-90 for bytownit.